# 張太雷
張太雷（ちょう たいらい、チャン・タイレイ、1898年6月-1927年12月12日）は民国期の中国共産党の指導者。中国共産主義青年団創設者のひとり。原名は張曾讓。
最初期の共産党活動家であり、中国からソビエトロシア・コミンテルンに送られた最初の革命家とされている。1927年の広州蜂起を指揮し戦死した。

## 経歴
江蘇省常州市武進出身。
1915年、北京大学に入学し、同年冬に天津北陽大学（現在の天津大学）法科に転入。この時に社会を改革する「雷」になるとの志から「太雷」と名乗るようになる。1919年には五・四運動に参加し、この中で李大釗と接触しマルクス主義に触れたとされる。1920年10月に北京のマルクス主義研究会に参加、鄧中夏とともに労働学校を展開、中国共産党の準備組織に加わり、1920年11月に「中国共産党宣言」をロシア語から翻訳・起草したとされる。その後天津で社会主義青年団を組織した。
張はこのように草創期からの中国共産党員、コミンテルンに派遣された最初の中国共産党員と認識されているが、その入党や入露の経緯についてはほとんど資料が残されておらず、1921年の入露以前に中国の共産主義グループとどのように関わりがあったのかは必ずしも明らかではない。石川禎浩が整理したところによれば、張は学生時代に天津でボルシェビキシンパのロシア人と接触し社会主義青年団を結成、その代表として独断で入露したところを、中国人活動家を求めていたコミンテルン執行委員会（ИККИ）極東書記局のシュミャツキーの信任により極東書記局中国課書記に任命された。
1921年3月からモスクワで開かれた第3回コミンテルン世界大会では、「中国の共産主義グループ」代表として出席した。この大会では中国社会党や「少年共産党」も代表権を求めており、こと中国社会党の代表権問題にあたっては、張は愈秀松（中国社会主義青年団）、吉原太郎や朝鮮の党の代表らとともに中国社会党への代表権付与に反対する書簡をИККИ宛に送っている。同時期の極東書記局の会議記録によれば、張はこのときヴォイチンスキー離任後の陳独秀らによる上海の組織との接触が一切ないまま、シュミャツキーの助力によって代表権を認められていたという。本来中国代表として派遣される予定だったのは楊明斎であったがモスクワに到着することができず、最終的には極東書記局名義で張に発給された委任状を中国共産党側が追認する形となった。
1921年8月、ИККИは追って開催される極東諸民族大会のテーゼについて、日本との連絡確立の観点から特に日本には確実に送付しなければならないと決定した。これを受けて、同大会の組織者であった張は、中国代表の人選の傍ら、日本代表の派遣工作を行うこととなった。マーリンの要請により、10月初頭から12日にかけて日本に滞在し日本の社会主義者と接触した。施存統の予審調書によれば、張は周仏海の紹介状をもって10月5日に施の下宿を訪ね、堺利彦への面会の手はずを整えた。張は何度か堺と面会し近藤栄蔵を紹介され、最終的に堺・山川は大会への代表派遣を承諾し近藤が代表の人選にあたることとなったという。のちにマーリンはこの張の日本派遣を、コミンテルンと日本の運動との接触の上で重要な節目となったと総括している。同大会の招請状も張が起草し、中国、朝鮮、日本、モンゴルなどの党に送付された。大会は11月11日にイルクーツクで開催される予定であったが、ИККИメンバーが他の問題でモスクワを離れられなくなったことからイルクーツクではまず予備会議が開かれることとなった。張はその総会で演説を行っている。
1922年8月29日、いわゆる七月通知・八月指示に関する中共中央西湖会議にマーリンの通訳として参加。またモスクワ滞在中の1922年ごろに片山潜、ホー・チ・ミンと親交を深めたことが知られており、三人で写っている写真も残されている。1924年、党の要請で中国に帰国。
1926年3月、中国国民党による共産党弾圧事件である中山艦事件が起きると、陳独秀の提起により中国共産党中央は武装反撃方針を決定し、広東区宣伝部長であった張はその実現のための広州特別委員会委員に任命された。しかしボロディンと蔣介石が三項君子協定を結んだことから特別委員会＝広東区委は民衆武装闘争を一時保留することとなる。同年7月、中共中央七月拡大会議（第三回中央拡大執行委員会会議、四期二中拡大執行委員会議）に出席。
1927年5月、中共第五回全国代表大会（五全大会）において中央政治局員候補に選出。大会では陳独秀の右派的誤りを批判したほか、新右派の立場から、コミンテルンの土地綱領などに現れた極左的傾向を批判した。この批判は馬日事件ののちにコミンテルン側によって追認される。7月、国共合作の崩壊を受けてコミンテルンの指示により、中共中央政治局は張太雷、張国燾、李維漢、李立三、周恩来の臨時中央政治局常務委員会（五人常務委員会）が代行することになった。五人常務委員会は国民革命軍の一部と張発奎軍を以て広州を奪取し革命根拠地を建設する計画を立案した（これが南昌起義の原案となっている）。8月7日、漢口で中共中央緊急会議（八七会議）が開かれた。ここにおいて、張はかつて陳独秀の擁護者であったことから政治局中枢から外され臨時政治局候補委員となる。のち中共広東省委書記、中京中央南方局書記となり広州起義の指導者に指名される。
広州起義計画は暴動の度重なる敗北によって一度は撤回されたものの、十一月拡大会議の直後の11月11日に中央は広東工作計画決議案を取りまとめ、張を中心とする広東省委に蜂起を命じた。張は自ら海員労働者などのもとを訪ね、蜂起の意義を説いて回った。蜂起行動委員会が結成され、張はその総指揮者に任命された。11月11日に蜂起が発動されると不眠不休で指揮を執り、激戦区においては陣頭指揮に赴いた。また、広東ソビエト政府代理主席に就任した。12月12日、張は西瓜園での大衆集会から総指揮部への帰路、中華路黄黍巷付近で待ち伏せに遭い、三発の銃弾を浴びせられた。臨終の間際に同志に「敵と最後まで闘い、党からの任務を全うせよ」と言い残し落命した。享年29。